# Het Erfgoed
Het Erfgoed (oorspronkelijke Engelse titel: Inheritance Cycle) is een vierdelige serie van epische fantasy boeken geschreven door de Amerikaanse schrijver Christopher Paolini. De serie speelt zich af in de fictieve wereld Alagaësia, waar de jonge Eragon in het bezit van een draak komt en het op moet nemen tegen de duistere koning Galbatorix en zijn volgelingen. Eragon, die samen met zijn draak Saphira een bijzondere band smeedt, blijkt uiteindelijk een van de laatste mysterieuze Drakenrijders te zijn en de enige die Alagaësia van de onderdrukking kan redden.
Het eerste boek in de serie, Eragon, werd in 2002 uitgegeven door het familiebedrijf van Paolini en in 2003 overgenomen door uitgeverij Alfred A. Knopf. Het verhaal werd vervolgd in Oudste (2005) en in Brisingr (2008). Beide kwamen bovenaan de New York Times Bestsellers List en waren goed voor 20 miljoen verkochte exemplaren. In 2011 verscheen het vierde deel, Erfenis. Het verhaal is daarna vervolgd in de spin-offs De Drietand, de Heks en de Draak (2018) en Murtagh (2023).
In 2006 werd Eragon verfilmd door 20th Century Fox met in de hoofdrollen Edward Speleers (Eragon), Jeremy Irons (Brom) en John Malkovich (Galbatorix).

## Publicatie
Na het behalen van zijn highschool diploma via thuisonderwijs van zijn ouders op vijftienjarige leeftijd, vond Christopher Paolini zichzelf niet oud genoeg om te gaan studeren en besloot hij Eragon te schrijven. Paolini nam een jaar de tijd om de eerste versie van het verhaal te schrijven en nog een jaar om het verhaal en de personages verder uit te werken voordat hij het aan zijn ouders liet zien. Gezamenlijk brachten ze het boek zelf uit via de uitgever Paolini International, een familiebedrijf. Paolini reisde vervolgens langs meer dan honderd scholen en bibliotheken om zijn verhaal te promoten. Ook tekende hiij de kaft van Eragon en de landkaarten in het boek. Auteur Carl Hiaasen ontdenkte het boek via zijn stiefzoon en raadde het aan bij zijn uitgever, Alfred A. Knopf. Daaropvolgend werd Eragon in 2003 opnieuw uitgegeven door Knopf, tot groot succes. Op 5 januari 2011 erkende Guinness World Record Paolini als de jongste auteur van een bestseller series.
Oorspronkelijk was Het Erfgoed bedoeld als een trilogie, maar Paolini besloot, gedurende het schrijven van het derde deel Brisingr, nog een vierde deel toe te voegen. Hierop veranderde de naam van de serie van Inheritance Trilogy in het huidige Inheritance Cycle. Deze keuze kwam volgens de schrijver voort uit eigen ontwikkeling als schrijver en de complexiteit van het verhaal dat hij wilde vertellen. Halverwege het schrijven van Brisingr realiseerde Paolini zich dat het boek anders zo'n 2000 pagina's zou beslaan. Brisingr is ook het eerste boek in de serie waarin hoofdstukken vanuit het perspectief van Saphira voorkomen.
Hoofdserie:
- Eragon (2004)
- Oudste (2005)
- Brisingr (2008)
- Erfenis (2011)

Spin-offs:
- Eragons Gids tot Alagaësia (2010)
- De Drietand, de Heks en de Draak (2018)
- Murtagh (2023)

## Inspiratie

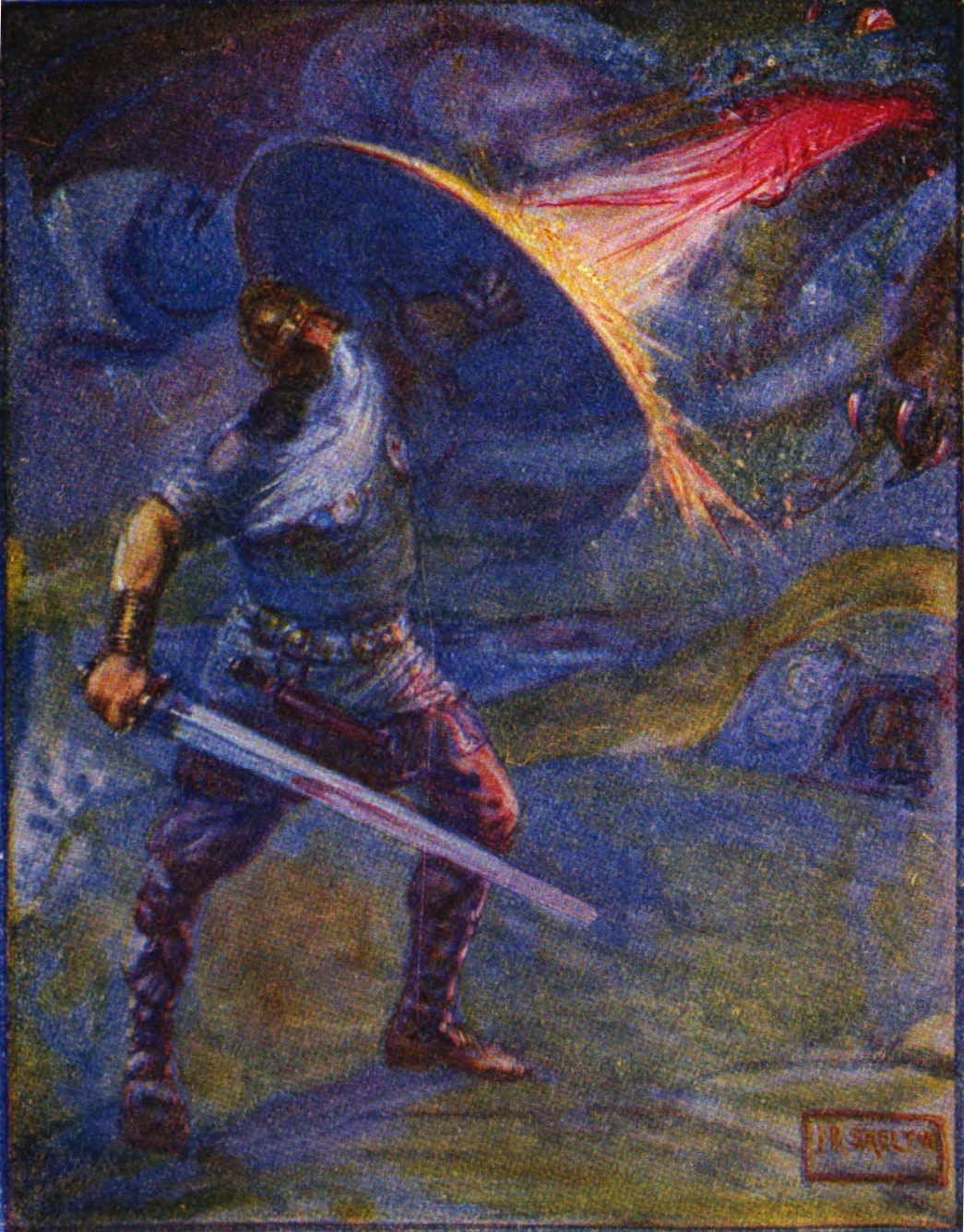
Een illustratie van Beowulf die tegen een draak vecht (1908). Paolini haalde veel inspiratie uit oude epische gedichten.

Paolini geeft oude mythes, folklore, middeleeuwse verhalen, Beowulf en auteurs J.R.R. Tolkien en Eric Rucker Eddison als zijn grootste invloeden bij zijn schrijven. Andere invloeden zijn David Eddings, Andre Norton, Brian Jacques, Anne McCaffrey, Raymond E. Feist, Mervyn Peake, Ursula K. Le Guin, Frank Herbert, Philip Pullman en Garth Nix. Paolini koos er bewust voor om de typische elementen van een fantasy verhaal in zijn boeken mee te nemen, zoals een queeste, reis vol ervaringen, wraak, romantiek, verraad en een uniek zwaard.
Het kiezen van de juiste namen voor de personages en plekken in Het Erfgoed was een proces dat “dagen, weken of zelfs jaren” kon duren. Paolini gaf aan: “als ik moeite heb met het kiezen van de juiste naam, gebruik ik een placeholder tot een vervanger naar boven komt.” De naam Eragon is een woordspeling op het Engelse woord voor draak, dragon, met de eerste letter veranderd. Daarnaast paste de naam Eragon perfect met de twee delen, “era” en “gone”, doordat het personage met de naam het tijdperk (“era”) doet veranderen in het verhaal. Andere namen zorgden echter voor “flinke hoofdpijn”. Veel names hebben historische invloeden, uit het oud-Engels, Germaans of Scandinavisch, zoals de naam van de dwergenkoning Hrotghar. Deze naam is direct afgeleid van een legendarische Deense koning uit de zesde eeuw, Hroðgar.

## Samenvatting van het verhaal
In de fictieve, magische wereld van Alagaësia, bestond ooit een orde van Drakenrijders, opgericht om de vrede in en tussen de landen te bewaken. De Drakenrijders, een duo van een draak met een elf of mens, waren millenia eerder ontstaan na een pact tussen draken en elven. Na het verlies van zijn draak wordt een menselijke Rijder genaamd Galbatorix tot waanzin gedreven en nadat zijn verzoek voor een nieuwe draak is afgewezen door de orde van Drakenrijders, vernietigt hij samen met zijn handlangers (de Meinedigen) de orde. In de hieropvolgende eeuw verdwijnt Galbatorix van het toneel om zich volledig focussen op het breken van de Eldunarí, de edelsteenachtige plek waar draken hun bewustzijn en kracht in kunnen overdragen, en hun zijn wil op te leggen. Door zijn afwezigheid lukt het een gebied in het zuiden van Alagaësia zich af te scheiden van het Rijk en zich als onafhankelijk land Surda uit te roepen. Brom, een overgebleven Drakenrijder, richt de Varden op, een groep rebellerend tegen het Rijk, en doodt meerdere Meinedigen, waaronder Morzan.
Het eerste boek in de serie start wanneer een Schim genaamd Durza, een dienaar van Galbatorix, een groep elven, waaronder Arya, die een drakenei bij zich draagt, in een hinderlaag laat lopen. Arya probeert het ei middels magie naar Brom te sturen, maar door ingreep van (zo blijkt in het vierde boek)  overgebleven vrije Eldunarí, komt het bij Eragon terecht. Het ei komt, zoals de Eldunarí hoopten, voor hem uit en zo wordt Eragon een Drakenrijder, samen met de draak Saphira. Na de dood van zijn oom Garrow aan de hand van de Ra'zac, gestuurd door Galbatorix, vertrekken Eragon en Saphira met Brom uit hun thuisdorp Carvahall om de Ra'zac na te jagen en te doden.
Opnieuw oefenen de Eldunarí hun invloed uit en sturen Eragon dromen over Arya, die gevangen is genomen in Gil'ead. Halverwege hun reis worden Brom en Eragon aangevallen door de Ra'zac. Hoewel ze worden gered door een vreemdeling genaamd Murtagh, overlijdt Brom. Met zijn laatste adem verteld Brom Eragon dat hij ook Drakenrijder was, met een draak genaamd Saphira. Eragon besluit zijn dromen over Arya naar Gil'ead te volgen en Murtagh en Eragon redden haar, na een gevecht met Durza. Arya deelt via haar gedachten hoe ze de Varden kunnen vinden. Eenmaal bij de Varden aangekomen, worden Eragon en Murtagh vervolgens meegenomen naar Tronjheim, de dwergenstad in het hart van de holle berg Farthen Dûr. Eragon wordt officieel voorgesteld aan Ajihad, zijn dochter Nasuada, dwergenkonjng Hrothgar en zijn pleegzoon Orik. In Farthen Dûr worden de Varden aangevallen door een leger Urgals, in opdracht van koning Galbatorix. Tijdens de veldslag komt Eragon tegenover Durza te staan in een een-op-eengevecht en lukt het hem Durza te doden. In de nasleep van de veldslag wordt Ajihad gedood door een laatste groep Urgals en wordt Murtagh gevangen genomen.
Eragon, Saphira, Orik en Arya vertrekken naar Ellesméra, de hoofdstad van de elven om Eragons training voor te zetten. Eragon wordt onderwezen door een Drakenrijder Oromis en zijn draak Glaedr, die hun bestaan bewust verborgen hebben gehouden om een nieuwe Rijder te kunnen onderwijzen. Nasuada, die haar vaders rol als leider van de Varden heeft overgenomen, leidt de Varden ondertussen naar Surda, het land dat geleid wordt door koning Orrin. Roran en een groot deel van het dorp vertrekken uit Carvahall naar Surda, nadat het drop door de Ra’zac is vernietigd en zijn verloofde Katrina en haar vader zijn ontvoerd. Eragon keert terug naar de Varden nadat zijn lessen, voor zo ver mogelijk in de korte tijd die er voor was, zijn voltooid. Nasuada staat de Urgals toe zich bij de Varden aan te sluiten, een besluit dat door velen niet goed wordt ontvangen gezien de bloederige geschiedenis tussen Urgals en de andere volkeren. De volgende dag is er een grote veldslag met Galbatorixs leger, waarin Eragon en Saphira geconfronteerd worden met een nieuwe Rijder en diens draak. De Rijder doodt koning Hrothgar en blijkt Murtagh te zijn. Tijdens het duel tussen de Drakenrijders licht Murtagh toe dat het tweede drakenei voor hem is uitgekomen en de jonge rode draak, Thoorn, en hijzelf gedwongen zijn trouw te zweren aan Galbatorix. Murtagh wint het gevecht van Eragon, maar spaart Eragon en Saphira nadat hij ruimte ziet om zijn gedwongen eed aan Galbatorix anders te interpreteren.
Eragon, Saphira, en Roran arriveren bij de Helgrind om Katrina te redden en de Ra'zac te doden. Na intense gevechten lukt het Eragon en Roran om de Ra'zac en Saphira om de Lethrblaka, volwassen vormen van de Ra'zac, te doden. Orik wordt verkozen tot de nieuwe koning van de dwergen en besluit zijn volk bij de strijd tegen het Rijk aan te laten sluiten. Eragon en Saphira reizen terug naar Du Weldenvarden in de hoop extra lessen te kunnen volgen bij Oromis en Glaedr en zo de manier te vinden om Galbatorix te verslaan. Eragon leert van Oromis en Glaedr dat Brom zijn echte vader is en over het bestaan van Eldunarí en dat die ook de bron van Galbatorixs kracht zijn.
De Varden nemen verschillende steden in het Rijk in tijdens hun opmars naar Galbatorix. Oromis en Glaedr worden gedood door Murtagh en Thoorn, al had Glaedr zijn Eldunarí reeds aan Eragon en Saphira gegeven. Na de inname van nog een stad in het Rijk, ontvoert Murtagh Nasuada. Echter, tijdens Nasuada's gevangenschap raakt Murtagh gehecht aan haar en staat hij langzaam verder op tegen Galbatorix door in het geheim haar wonden te genezen gedurende de vele martelingen die zij ondergaat. Dit leidt tot een verandering in zijn identiteit waardoor later zijn ware naam verandert en zijn gedwongen eed aan Galbatorix verbroken wordt. Eragon reist naar Vroengard en opent, nadat Saphira en hij hun ware namen gevonden hebben, de Kluis der Zielen, waar een grote hoeveelheid Eldunarí en drakeneieren verborgen zijn. Na zijn terugkeer bij de Varden is het tijd voor de grote belegering van Uru'baen, de hoofdstak van het Rijk, en de strijd met Galbatorix. In deze strijd sneuvelen vele strijders, waaronder elfenkoningin Islanzadí. Gewapend met de kracht en wijsheid van de Eldunarí vecht Eragon met de koning, al lijkt de strijd al vroeg beslist in het voordeel van de koning. De koning, middels de ware naam van de oude taal, heeft volledige controle over gesproken magie en dwingt Eragon en Murtagh met elkaar te vechten. Tijdens dit gevecht, dat Eragon wint, lukt het Murtagh om los te breken van de koning. Na een zwaar, mentaal gevecht lukt het Eragon Galbatorix te verslaan met een geïmproviseerde spreuk; hij dwingt de koning al het pijn te voelen dat de koning ooit veroorzaakt heeft bij anderen. De koning kan dit niet verdragen en pleegt zelfmoord.
Nu de oorlog voorbij is, vertrekken Murtagh en Thoorn naar het noorden om tijd voor zichzelf te nemen. Eragon spoort hun op en Murtagh deelt de ware naam van de oude taal met hem. Nasuada wordt de nieuwe koningin van alle mensen in Alagaësia. Arya keert terug naar Du Weldenvarden, wordt zelf verkozen tot de nieuwe koningin van de elven en wordt een Drakenrijder met haar draak Fírnen. Eragon wijzigt het pact tussen de draken en de elven zodat ook dwergen en Urgals Rijder kunnen worden. Eragon komt tot de conclusie dat er geen veilige plek is in Alagaësia om de nieuwe draken en Rijders op te laten groeien en te trainen en besluit naar een regio ver buiten Alagaësia te reizen. Aan het eind van het laatste boek verlaten Eragon en Saphira voor altijd Alagaësia.

## Wereld
Het verhaal speelt zich af in een fictieve wereld op het continent Alagaësia. Deze naam is volledig bedacht door de schrijver, al zijn veel van de andere plaatsnamen in het verhaal gebaseerd op bestaande namen.

### Geografie

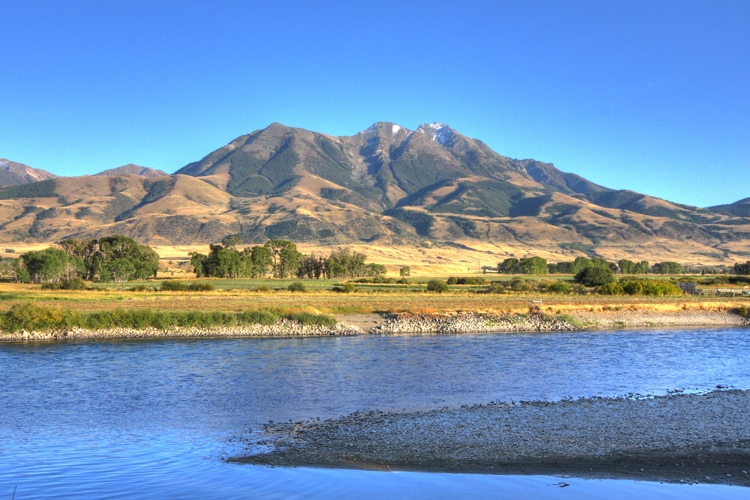
Paolini haalde inspiratie uit Paradise Valley in Montana (Emigrant Peak afgebeeld, als gezien vanuit de Yellowstone River)

Het landschap in Het Erfgoed is geïnspireerd door de natuur in Paolini's thuisstaat, Montana. Tijdens een interview gaf hij aan: "Ik hike graag en het in het bos of de bergen zijn, rustig gaan zitten en de kleine details om me heen zien, zorgt vaak voor het verschil tussen een gemiddelde beschrijving en een unieke beschrijving." Paolini stelde ook dat Paradise Valley in Montana "een van de voornaamste bronnen" voor inspiratie voor het landschap in de boeken is.
Paolini had een ruwe schets van de geschiedenis van Alagaësia voor het schrijven van het eerste boek, Eragon, maar had nog geen landkaart getekend tot het belangrijk was om te zien waar Eragon heen reisde. Het zien van de kaart met de landschappen bracht hem daarna ideeën voor het plot van de boeken en de geschiedenis van de wereld.
De wereld van Alagaësia wordt gekenmerkt door een verscheidenheid aan landschappen. Vaak zijn deze landschappen specifiek gerelateerd aan een van de volkeren in de wereld:
- De Beorbergen is een groot, hoog berggebied in het zuidoosten van Alagaësia. Binnen dit gebied liggen verschillende dwergsteden. De stad Tronjheim ligt in de holle berg Farthen Dur, dwergs voor Onze Vader, en is de hoofdstad van het dwergenrijk.
- Du Weldenvarden is een dicht bos dat het noorden van Alagaësia beslaat en is het rijk van de elven. Hun voornaamste steden, waaronder Ellesméra (vernoemd naar Ellesmere-eiland)[11] bevinden zich in het bos.
- Het Rijk beslaat het westen van Alagaësia en is onder controle van koning Galbatorix. Het gebied wordt voornamelijk bewoond door mensen, wonend in dorpen en steden als Aroughs, Belatona, Carvahall, Ceunon, Dras-Leona, Feinster, Gil'ead, Kuasta, Narda, Teirm, de hoofdstad Urû'baen en Yazuac. Dwars door het Rijk loopt een bergrug genaamd het Schild, waar ook de piek Utgard (naam gebaseerd op de Scandinavische mythologie[11]) zich bevindt, de plek waar Vrael is gedood. De Palancarvallei, een groot vallei in het Schild is de plek van Eragons thuisdorp Carvahall zich bevindt en de plek waar het verhaal begint. Het is vernoemd naar illustrator John Jude Palencar, al voordat hij gekozen werd als de illustrator van de boekomslagen.[11]
- Ten zuiden van het Rijk ligt het land Surda dat zich afscheidde van het Rijk aan het begin van de heerschappij van Galbatorix.
- In het midden van Alagaësia ligt de uitgestrekte Hadaracwoestijn.
- Ten noordwesten van het vasteland ligt het eiland Vroengard, met de stad Doru Araeba, wat voor de val van de Rijders hun thuisfront was.

### Inwoners en talen
Alagaësia wordt bewoond door verschillende intelligente wezens: mensen, elven, dwergen, Urgals, Kull (sterkere Urgals die groter zijn dan 8 voet), draken, weerkatten, geesten (wezens van pure energie), schimmen en de Ra'zac met hun volwassen vorm de Lethrblaka. Voordat deze wezens naar Alagaësia kwamen, woonden er een nu uitgestorven volk genaamd het Grijze Volk.
Veel van de wezens in spreken hun eigen taal, al spreken allen een gedeelde voertaal onderling. Dwergen spreken dwergs, Urgals spreken hun eigen taal met veel keelklanken en de Ra'zac spreken een taal vol met geklik en gesis, een taal die nog niemand anders heeft kunnen uitspreken of ontcijferen. Ook wordt er gecommuniceerd via gedachtes, door het delen van herinneringen, beelden en geuren. Weerkatten kunnen ook met katten communiceren.
De oude taal, bedacht door het Grijze Volk, is de taal waarmee men magie beheerst en die nu voornamelijk door de elven gesproken wordt. Het is onmogelijk om te liegen in de oude taal, al kan dat via schrift (genaamd Liduen Kvaedhí) wel. Wezens en voorwerpen hebben in de oude taal ook een ware naam, een naam dat de perfecte omschrijving is en het gebruik van de ware naam geeft volledige controle over desbetreffend voorwerp, persoon of wezen. De ware naam van de oude taal is alleen bekend bij Galbatorix en aan het eind van het verhaal ook Eragon, Arya en Murtagh.
De oude taal is "vrijwel volledig" gebaseerd op Oudnoors, Duits, Angelsaksische en Russische mythen. Paolini stelde: "[Ik] deed een verschrikkelijke hoeveelheid onderzoek in het onderwerp toen hij de taal opstelde. Ik merkte dat het gebruik van deze woorden die al eeuwen en eeuwen bestonden de wereld een rijkere, veel oudere sfeer gaf. Ik had hier veel plezier mee."

## Voornaamste personages
- Eragon Bromszoon, de hoofdpersoon van de serie. Eragon, een mannelijk mens, is de zoon van Brom en Selena, neef van Roran en halfbroer van Murtagh. Nadat Saphira voor hem uit het ei komt, is Eragon de laatste vrije Drakenrijder en strijdt hij met de Varden en de overige vrije volkeren in Alagaësia tegen Galbatorix en het Rijk.

Eragon was het eerste personage bedacht door Paolini en de opzet over hoe Eragon zou groeien als personage dreef de ontwikkeling van het verhaal. Paolini schreef Eragon eerst vanuit een autobiografisch perspectief. Paolini gaf echter later aan dat Eragon veel dingen gedaan heeft die hij niet heeft - zoals het berijden van een draak, bevechten van monsters en het gebruiken van magie - en deze ervaringen hebben hem een ander persoon gemaakt dan hemzelf. "Eragon is zijn eigen persoon." Paolini koos ervoor om Eragon volwassener te laten worden gedurende het verhaal, omdat het enerzijds een standaard fantasy element is, maar het ook zijn eigen ontwikkeling als een schrijver en persoon spiegelde.
- Saphira is een vrouwelijke, blauwe draak die uit een van Galbatorix gestolen ei komt. Saphira vormt samen met Eragon een Drakenrijderpaar en is de laatste nog levende vrouwelijke draak in Alagaësia. Aan het eind van het verhaal worden er echter meer drakeneieren ontdekt en is Saphira niet langer de 'laatste hoop van haar soort'.

Saphira's naam is afgeleid van het woord "saffier" en vormt zo een aptoniem in de omschrijving van haar kleur. Saphira was bedacht als de "perfecte vriend" bij Paolini, loyaal, grappig, onafhankelijk en trots, maar groeide later uit tot haar eigen persoon. Hij koos voor een meer menselijke richting met haar, gezien zij dichtbij mensen is opgegroeid, ver weg van haar eigen soort. "Ik heb getwijfeld om de draak meer draakachtige te maken, [...] maar koos voor een meer menselijk element, met een beetje van de magie en het vreemde van haar soort."
Saphira's blauwgekleurde zicht is geïnspireerd door Paolini's eigen kleurenblindheid.
- Arya Dröttningu is een vrouwelijke elf en de dochter van koningin Islanzadí en koning Evandar. Aan het eind van het verhaal wordt Arya koningin van de elven en Drakenrijder met de draak Fírnen. Arya is als afgevaardigde van de elven bij de Varden en strijdt met hun mee tegen het Rijk.
- Murtagh Morzanszoon is de mannelijke, menselijke zoon van Morzan en Selena en halfbroer van Eragon. Hoewel Eragon en Murtagh eerst samen zij-aan-zij strijden, komen zij later (gedwongen) tegenover elkaar te staan. Murtagh wordt ontvoerd en, nadat de draak Thoorn voor hem uit het ei komt, door Galbatorix gedwongen hem te dienen. Aan het eind van het verhaal, lukt het Murtagh zijn ware naam te veranderen en tegen de koning in opstand te komen.
- Galbatorix, de menselijke koning en tiran van het Rijk. Na de dood van zijn draak Jarnunvösk, steelt hij een net uitgekomen draak, Shruikan, en neemt hij wraak tegen de rest van de Drakenrijders. Samen met zijn handlangers, de Meinedigen, lukt het hem deze allemaal te verslaan en de heerschappij op te eisen.[16]

Galbatorixs naam betekent "Grote Koning" in de Keltische taal.
- Nasuada is de vrouwelijke, menselijke leider van de Varden, na de dood van haar vader Ajihad.
- Roran Garrowszoon (Sterkhamer) is Eragons neef en leidt hun thuisdorp Carvahall in de strijd tegen het Rijk, vanuit zijn liefde voor zijn eventuele vrouw Katrina. Roran staat op als een groot leider en krijger in de strijd van de Varden tegen het Rijk en behaalt vele successen in veldslagen, belegeringen en gevechten.
- Orik Thrifkszoon is een mannelijke dwerg en koning van de dwergen, na de dood van koning Hrothgar. Orik adopteert Eragon in zijn clan Dûrgrimst Ingeitum en wordt later ook leider van deze clan. Onder leiding van Orik sluiten ook de dwergen aan bij de strijd tegen het Rijk.
- Brom is een Drakenrijder, oprichter van de Varden en vader van Eragon. Broms draak Saphira is voor Eragon en zijn draak Saphira de inspiratie voor haar naam.

## Eragons Gids tot Alagaësia
Eragons Gids tot Alagaësia (oorspronkelijke Engelse titel: Eragon's Guide to Alagaësia) is aanvullend boek tot Het Erfgoed, verschenen in Nederland op 12 november 2010. Het boek is geschreven vanuit het perspectief van Eragon na de gebeurtenissen van Erfenis en is gericht op de lezer als jonge Drakenrijder. Het is een verzameling van informatie over personages, omgevingen en objected die in de Erfgoed-boeken naar voren komen  en geeft wat hints over het einde van Erfenis. Gezien het feit dat het boek uitkwam voor Erfenis, conflicteren een aantal punten uit de Gids met het de hoofdverhaallijn. Zo sterft elvenkoningin Islanzadí in Erfenis, in tegenstelling tot wat in Eragons Gids wordt vermeld. Desondanks ziet Paolini het boek nog steeds als canon. Het boek bevat vijftien illustraties in kleur van steden en de verschillende inwoners van Alagaësia. De illustraties zijn gemaakt door Fred Gambino, Larry McDougal, Ian Miller, en David Wyatt. Meer dan 100,000 exemplaren van het boek waren, volgens Publishers Weekly, verkocht in 2009, het jaar dat het boek in de Verenigde Staten uitkwam.

## Recensies
De boeken in Het Erfgoed zijn met zowel positieve als negatieve recensies ontvangen. De serie wordt geprezen om zijn personages, qua originaliteit en diepgang (zeker later in de serie), en de thema's als vriendschap, vergeving en verantwoordelijkheid. Met name de personages Roran en Murtagh en Arya en Nasuada, als sterke vrouwelijke personages, ontvangen positieve kritiek. Aldus David Durham van The Washington Post groeit de volwassenheid van Paolini gedurende de serie. Zo wordt Oudste gekenmerkt door meer emotionele diepgang dan Eragon.
Een van de voornaamste kritieken op de serie is de gelijkenis met Star Wars (vanwege overeenkomsten in het verhaal) en The Lord of the Rings (vanwege de wereld, de elven en dwergen, de talen en de namen van personages en plekken). Daarnaast komen veel van de standaard fantasythema's voor in de verhalen, wat volgens een aantal recensenten leidt tot een niet-origineel verhaal. Ten slotte is er ook kritiek op lengte van de boeken en de hoeveelheid "saaie details" waardoor het verhaal te langzaam loopt.

## Adaptaties
In 2006 is Eragon verfilmd en in 2007 op dvd uitgebracht. De hoofdrol werd gespeeld door Edward Speleers. Stefen Fangmeier was de regisseur. Jeremy Irons en John Malkovich speelden respectievelijk de rollen van Brom en koning Galbatorix. Ook Rachel Weisz, Sienna Guillory, Djimon Hounsou en Robert Carlyle speelden rollen in deze film, geproduceerd door 20th Century Fox. Veel van het filmen vond plaats in Hongarije en Slowakije. De film kreeg voornamelijk negatieve recensies, met name gefocust op een amateuristisch script en overeenkomsten met The Lord of the Rings. Daarnaast wijkt de film op veel plekken af van het boek. Hoewel de film als deel 1 van een serie was bedoeld, waarin regisseur Fangmeirer ook Oudste en Brisingr zou verfilmen, werden deze films gecanceld na de slechte recensies en de beperkte opbrengst van de film.

### Videogame
Tegelijkertijd met de film werd de third-person videogame Eragon, gebaseerd op de film, uitgebracht. De game kwam uit voor de PlayStation 2, Xbox, Xbox 360 en Microsoft Windows, ontwikkeld door Stormfront Studios en uitgegeven door Vivendi Games. Er zijn ook versies van Eragon uitgebracht voor de Game Boy Advance, Nintendo DS, PlayStation Portable en voor mobiele telefoons, voornamelijk ontwikkeld door Amaze Entertainment. Het spel werd in Europese landen op 24 november 2006, gelijktijdig met de film, uitgebracht.

### Tv-serie
Paolini tweette in juni 2021 #EragonRemake om zo Disney, die na de overname van 21st Century Fox het intellectuele eigendom van de boekenserie in handen heeft, aan te zetten tot een mogelijke tv-show van de serie op Disney+. Binnen een aantal uur was de hashtag trending door fans die een fatsoenlijke adaptatie van de serie willen.
Op 25 juli 2022 rapporteerdeVariety dat een live-action televisieserie van Eragon in de eerste stadia van productie is voor Disney+, met Paolini als een van de medeschrijvers en Bert Salke als executive producer.